# Presbiornis
El presbiornis (Presbyornis) és un gènere extint d'ocells anseriformes. Conté dues espècies unànimament acceptades, el conegut P. pervetus, i el molt més desconegut P. isoni. El P. pervetus era més o menys de la mida d'una oca però tenia les potes més llargues. El P. isoni, conegut a partir d'uns pocs ossos, era molt més gran, superant la mida d'un cigne.

## Descripció
El registre fòssil de P. pervetus inclou molts esquelets complets de la Formació del Green River (Eocè inferior), cosa que suggereix que aquesta au feia els seus nius en colònies i era possiblement vulnerable al botulisme, com moltes aus aquàtiques o de costa avui en dia. P. isoni es coneix a partir de la Formació d'Aquia (Thanetià) de Maryland, on se'n trobà un húmer i una falange que en feren possible la primera descripció, així com d'uns húmers que foren inicialment atribuïts a Headonornis. Com que aquests fòssils són de l'Eocè superior o fins i tot el Rupelià, és possible que pertanyin a un tàxon diferent. P. recurvirostris és una espècie discutida que podria ser sinònima de P. pervetus; se la coneix a partir d'un fragment d'ala trobat als sediments eocènics de la Formació de Colton a prop d'Ephraim (Utah). També es coneixen fòssils no descrits del Paleocè de Utah i possiblement l'Eocè inferior de Mongòlia, així com una apòfisi coracoide atribuïda encara a Headonornis, podrien pertànyer a aquest gènere.
El presbiornis fou un dels primers anseriformes. A causa del seu coll i cames llargues, al principi es pensà que es tractava d'un flamenc, però més endavant fou classificat dins els anseriformes quan se'n descobrí l'anatomia, semblant a la dels ànecs, del crani i el bec. Més tard, es pensà que representava una transició entre els anseriformes i els caràdrids, però se'l considera part d'un grup extint d'anseriformes, els presbiornítids, relacionats amb els ànecs i oques. Segons les troballes de fòssils, es creu que el presbiornis vivia en colònies al voltant de llacs soms. Utilitzava el seu bec ample i aplanat per filtrar aliments (petites plantes i animals) de l'aigua, com els ànecs actuals.